# Mesochorus stubaianus
Mesochorus stubaianus är en stekelart som beskrevs av Schwenke 2004. Mesochorus stubaianus ingår i släktet Mesochorus och familjen brokparasitsteklar. Inga underarter finns listade i Catalogue of Life.